# Cormocephalus coynei
Cormocephalus coynei är en mångfotingart som beskrevs av L.E. Koch 1984. Cormocephalus coynei ingår i släktet Cormocephalus och familjen Scolopendridae. Inga underarter finns listade i Catalogue of Life.